# Serjania heterocarpa
Serjania heterocarpa är en kinesträdsväxtart som beskrevs av Standley. Serjania heterocarpa ingår i släktet Serjania och familjen kinesträdsväxter. Inga underarter finns listade i Catalogue of Life.